# Comuna Mala Klitna, Krasîliv
Mala Klitna (în ucraineană Мала Клітна) este o comună în raionul Krasîliv, regiunea Hmelnîțkîi, Ucraina, formată din satele Ceapaievka, Dvorîk, Koșelivka, Mala Klitna (reședința), Velîka Klitna, Verbivka și Volîțea Druha.

## Demografie
Componența lingvistică a comunei Mala Klitna
     Ucraineană (98,73%)
     Rusă (1,15%)
Conform recensământului din 2001, majoritatea populației comunei Mala Klitna era vorbitoare de ucraineană (98,73%), existând în minoritate și vorbitori de rusă (1,15%).